# Герасимов, Денис Андреевич
Денис Андреевич Герасимов по прозвищу «Шизо» (род. 6 февраля 1976, Москва) — основатель, гитарист и вокалист российской националистической RAC-группы «Коловрат», автор музыки исполняемых ею произведений. За все 20 лет существования «Коловрата» дал множество концертов как в составе группы, так и самостоятельно. Так же является единственным участником группы, который присутствует в ней с момента её основания.

## Биография
1 августа 1994 года Герасимов вместе с тремя своими товарищами основал первую в России правую рок-группу «Русское гетто», в которой стал соло-гитаристом и бэк-вокалистом. В 1996, согласно сайту kolovrat.org, перестаёт участвовать в силовых акциях и посвящает себя полностью музыке. Также было известно, что ушёл из МГУ, чтобы полноценно сочинять песни и заниматься репетициями группы.
В 2000 году, после потери в группе трёх вокалистов, Денис сам начинает петь.
В 2004 году после концерта в Чехии был арестован. Герасимов был дважды полностью оправдан городским судом Праги, а российскому прокурору не удалось доказать факт пропаганды неонацизма. Через полтора года он вернулся в Россию. Был крайне недоволен качеством релиза, выпущенного в своё отсутствие («Узник совести»). В 2005—2006 отношения между клавишником группы и Денисом портятся и М. («Садко») уходит из группы. По версии группы, М. сорвал концерт в Калуге.
После концерта на Болотной площади в 2009 году активно принимает участие в акциях русских националистов, таких как «Русский марш» и «Русский Первомай».
Имеет тип голоса — лирический тенор. Самая высокая нота тисситуры в песнях гр. «Коловрат» — ля первой октавы (A4) — песни «Факел борьбы», «Имперский флаг». Самая низкая — ми-бемоль (Eb2) большой октавы (песня «Честь и Кровь»).
Известно, что выступил в бывшей восточной Германии в рамках небольших европейских гастролей.
22 апреля 2014 года Герасимов был задержан сотрудниками ФСБ и допрошен в качестве свидетеля по делу, связанному с распространением экстремистской символики в Калуге. По словам Дмитрия Дёмушкина, Герасимову задавали вопросы и о деятельности самого лидера движения «Русские» Дёмушкина. На следующий день Герасимов был отпущен.